# Chrześcijaństwo w Arabii Saudyjskiej
Chrześcijaństwo w Arabii Saudyjskiej – grupa wyznawców Jezusa Chrystusa znajdująca się na terenie Arabii Saudyjskiej.

## Historia
Część terenów współczesnej Arabii Saudyjskiej (na przykład Nadżran) była w przeszłości zamieszkiwana przez duże wspólnoty chrześcijańskie, między VII a X wiekiem, kiedy to dokonała się niemal całkowita islamizacja większości plemion arabskich. Nieliczni pozostali przy chrześcijaństwie, jak na przykład Taghlibowie, którym prorok Mahomet zezwolił na kultywowanie swej wiary w uznaniu ich pomocy w podboju Półwyspu Arabskiego. Mieli oni w zamian za ten przywilej płacić podwójny podatek. Później wielu tych, którzy nadal wyznawali chrześcijaństwo, przeniosło się do Syrii i Iraku.

## Sytuacja na początku XXI wieku
Mimo iż oficjalnie wszyscy obywatele Arabii Saudyjskiej muszą być muzułmanami, ocenia się, że żyje tam około 1 000 000 katolików. Są to głównie imigranci z Filipin, których jest tam około 1 200 000. Rząd Arabii Saudyjskiej zezwala świeckim chrześcijanom na przyjazd do kraju, ale prawo uniemożliwia im praktykowanie swojej religii oraz jej wyrażanie. Przedstawiciele chrześcijańskiego duchowieństwa nigdy nie są wpuszczani. Uroczystości religijne, jeśli już się odbywają, to tylko w prywatnych domach, w ukryciu przed władzą. Wszelkie symbole i przedmioty kultu innych religii niż islamska (krzyże, Biblie, obrazy itd.) są na terenie Arabii zakazane, a ich posiadanie podlega karze. Na terenie kraju nie funkcjonują żadne oficjalne miejsca kultu chrześcijańskiego. Cudzoziemcom wolno, po okazaniu paszportu potwierdzającego brak obywatelstwa Arabii Saudyjskiej, korzystać z kaplic chrześcijańskich istniejących na terenie ambasad.
Arabska muttawa (arab. مطوعين) zwana oficjalnie Komitetem Krzewienia Cnót i Zapobiegania Złu (w zasadzie jest to policja religijna) zajmuje się między innymi ściganiem osób, które chciałyby praktykować inną niż islam religię. Konwersja z islamu uważana jest za apostazję i przestępstwo, karane śmiercią, jeśli oskarżony nie wyprze się nowo przyjętej religii. 
Chrześcijanom nie wolno też przebywać na terenie Mekki i Medyny, świętych miast islamu. Arabia Saudyjska pozostaje jedynym krajem na świecie bez chrześcijańskiego kościoła, choć mieszka tam ponad milion chrześcijan.

## Statystyka
Dane z 2000 roku, gdy ludność Arabii Saudyjskiej wynosiła 21 607 000 mieszkańców:
- Katolicyzm: 395 000 (1,83%)
  -  Osobny artykuł: Wikariat apostolski Arabii Północnej.
- Protestanci: 263 000 (1,22%)
  - klasyczni: 175 000 (0,81%)
  - zielonoświątkowcy: 88 000 (0,41%)
- Prawosławni: 119 000 (0,55%)
- Inne: 30 000 (0,14%)